# Cantó de Créteil-2
El cantó de Créteil-2 és un cantó francès del departament de la Val-de-Marne, al districte de Créteil. Creat amb la reorganització cantonal del 2015.

## Municipis
- Créteil (en part)